# Rogalice
Rogalice is een plaats in het Poolse district  Brzeski (Opole), woiwodschap Opole. De plaats maakt deel uit van de gemeente Lubsza en telt 350 inwoners.

## Verkeer en vervoer
- Station Rogalice